# Kota Lama (Kunto Darussalam)
Kota Lama is een bestuurslaag in het regentschap Rokan Hulu van de provincie Riau, Indonesië. Kota Lama telt 16.286 inwoners (volkstelling 2010).